# 오브어스
오브어스는 대한민국의 음악 그룹이다. 2018년 싱글 《내가 아닌 듯이》로 데뷔했다.

## 방송
- 보이스 코리아 2020 (2020) - Top32

## 음반
- 내가 아닌 듯이 (2018)
- 니가 없는 난 (2019)
- 사춘기 (2020)
- 없었어 (2020)
- 널 바라, 봄 (2021)
- 사랑 후기 (2021)
- 그댄 나에게, 난 그대에게 (2022)